# Ropicosybra albopubens
Ropicosybra albopubens är en skalbaggsart som först beskrevs av Maurice Pic 1926.  Ropicosybra albopubens ingår i släktet Ropicosybra och familjen långhorningar. Inga underarter finns listade i Catalogue of Life.